# Enrico Carattoni
Enrico Carattoni (ur. 18 maja 1985 w Borgo Maggiore) – sanmaryński prawnik, samorządowiec i polityk. Kapitan regent San Marino od 1 października 2017 do 1 kwietnia 2018.
Przez 15 lat był skautem. W 2010 ukończył studia prawnicze na Uniwersytecie w Bolonii, pracował następnie jako notariusz.
Jednocześnie już w wieku 18 lat zaangażował się w politykę. W 2003 po raz pierwszy wybrany do rady miejskiej miasta San Marino, uzyskał reelekcję w 2009 i następnie od 2009 do 2014 pełnił funkcję jej sekretarza. Od 2008 był sekretarzem i rzecznikiem prasowym młodzieżówki Partia Socjalistów i Demokratów. W 2012 bezskutecznie kandydował z jej list do parlamentu. Od 2013 do 2015 zasiadał w partyjnym organie nadzorczym. W maju 2015 po rezygnacji Stefano Maciny objął fotel parlamentarzysty, został członkiem Komisji Zdrowia. Na początku 2016 przystąpił do nowo utworzonej Socjalistycznej Lewicy Demokratycznej i z jej ramienia (w ramach koalicji Adesso.sm) zdobył mandat. Zasiadł w komisji ds. finansów.
Od 1 października 2017 do 1 kwietnia 2018 pełnił funkcję kapitana-regenta razem z Matteo Fiorinim.
Od 2016 roku żonaty.